# Людвиг Фридрих Саксен-Гильдбургхаузенский
Людвиг Фридрих Саксен-Гильдбургхаузенский (11 сентября 1710, Гильдбурггаузен — 10 июня 1759, Неймеген) — князь Саксен-Гильдбурггаузена и генерал-фельдмаршал Баварской армии.

## Биография
Людвиг Фридрих родился 11 сентября 1710 года в Гильдбурггаузене в семье Эрнст Фридриха I и его жены графини Софии Альбертины Эрбах-Эрбахской. Поступил на имперскую военную службу и обучался там у Фридриха Генриха Зекендорфа. В 1738 году его повысили до генерал-майора, а в 1739 — до генерала-фельдвахтмейстера. В том же году он принял участие в кампании в Венгрии против Турции. В 1741 году он покинул имперскую службу и перешёл в Баварскую армию, где принял активное участие в войне за австрийское наследство. В 1742 году его повысили до звания генерала фельдмаршала-лейтенанта. Император Карл VII поручил ему управление пехотным полком «Хольнштайн», а в 1743 году его повысили до звания генерала-фельдмаршала. Так же в 1743 году, когда он был командующим Браунау-ам-Инна, он ввёл оловянные и свинцовые аварийные монеты.
В 1745 году курфюрст Максимилиан III повысил Людвига до звания главнокомандующего всеми войсками Баварии. Он продолжал воевать в войне за австрийское наследство в 1746—1748 годах в Нидерландах, где у него был собственный полк, получивший название «Хильдбургхазен». В 1748 году он ушёл из Баварской армии и вернулся домой.
4 мая 1749 года в Вейкерсхайме он женился на Кристиане Луизе (1713—1778), дочери Иоахима Фридриха, герцога Шлезвиг-Гольштейн-Зондербург-Плёна. В браке детей не было. На деньги дома Гогенлоэ Людвигу удалось завершить реставрацию усадьбы в Хеллингене.
Князь Людвиг Фридрих скончался 10 июня 1759 года в Неймегене, где он был губернатором. 